# On Stage (альбом Элвиса Пресли)
On Stage: February 1970 (с англ. На сцене: февраль 1970) — второй концертный альбом американского певца Элвиса Пресли , вышедший в 1970 году. Пластинка заняла 13-е место в американском хит-параде.

## Обзор
На альбоме представлены выборочные записи с выступлений Пресли в феврале 1970 года во время его второго, зимнего, концертного сезона в отеле «Интернациональ» в Лас-Вегасе. RCA Records записало по меньшей мере 5 концертов в том сезоне. На альбом вошли песни, записанные 16, 17, 18 и 19 февраля 1970 года; кроме того, по каким-то причинам были включены две песни, записанные в августе 1969 года («Runaway» и «Yesterday»). Все песни на альбоме смикшированы таким образом, чтобы создавалось впечатление целиком записанного концерта. Согласно концепции альбома, в него были отобраны песни, представляющие новый концертный репертуар Пресли и которые ранее ни в каком виде не выходили на пластинках певца. Этим альбом отличается от других концертных альбомов Пресли, которые, как правило, близко следовали настоящим программам выступлений.
Альбом представляет любопытную смесь стандартов 50-х гг. («Runaway», «The Wonder of You») и новейших эстрадных хитов («Let It Be Me», «Sweet Caroline» Нила Даймонда, «Yesterday» The Beatles). Открывается пластинка двумя блюзовыми стандартами «See See Rider» (с неё Пресли будет начинать большинство концертов 1970—1977 гг.) и «Release Me», популяризованную Энгельбертом Хампердинком. В жанре рок-н-ролла на альбоме лишь одна песня — «Proud Mary» Creedence Clearwater Revival.
В 1999 году вышло расширенное издание альбома, дополненное песнями с тех же концертов. Кроме того, выпущен альбом с полным концертом с этого сезона: «Polk Salad Annie» (2004; концерт 15 февраля 1970).

## Список композиций

### Оригинальная версия (1970)
1. «See See Rider»
2. «Release Me (And Let Me Love Again)»
3. «Sweet Caroline»
4. «Runaway»
5. «The Wonder of You»
6. «Polk Salad Annie»
7. «Yesterday»
8. «Proud Mary»
9. «Walk a Mile in My Shoes»
10. «Let It Be Me»

Форматы: грампластинка, аудиокассета, компакт-диск.

### Расширенная версия (1999)
1. See See Rider
2. Release Me (And Let Me Love Again)
3. Sweet Caroline
4. Runaway
5. The Wonder of You
6. Polk Salad Annie
7. Yesterday
8. Hey Jude
9. Proud Mary
10. Walk a Mile in My Shoes
11. In the Ghetto
12. Don’t Cry Daddy
13. Kentucky Rain
14. I Can’t Stop Loving You
15. Suspicious Minds
16. Long Tall Sally
17. Let It Be Me

Форматы: компакт-диск.

## Альбомные синглы
- «The Wonder of You» / «Mama Liked the Roses» (апрель 1970; #9)